# آمسار (داغستان)
آمسار (به لاتین: Amsar) یک منطقهٔ مسکونی در روسیه است که در داغستان واقع شده‌است.